# Cesare Cremonini
Cesare Cremonini (n. 27 martie 1980, Bologna) este un cântăreț italian cunoscut atât pentru cariera sa alături de formația Lùnapop, cât și pentru materialele sale discografice lansate pe plan independent.
1. ↑   http://www.fotopedia.com/items/flickr-8170646977 Lipsește sau este vid: |title= (ajutor)
2. ↑   http://www.maniadb.com/artist/145201?o=d Lipsește sau este vid: |title= (ajutor)